# 1524 en philosophie
Chronologie de la philosophie
- 1520
- 1521
- 1522
- 1523
- 1524
- 1525
- 1526
- 1527
- 1528

L’année 1524 a été marquée, en philosophie, par les événements suivants :

## Publications
- Jean Louis Vivès : Introductio ad sapientiam. L’œuvre connut cinquante éditions. En philosophie, Vivès s’en prit violemment à l’œuvre d’Aristote et tenta de réconcilier la pensée classique avec l’influence chrétienne.

## Naissances
- Jacques Charpentier, docteur en philosophie et en médecine, né en 1524 à Clermont-en-Beauvoisis, mort en 1574.